# Omar Bravo
Omar Bravo Tordecillas (Los Mochis, Sinaloa, 4 de marzo de 1980) es un exfutbolista y entrenador mexicano, jugaba de Centrodelantero y se retiró en el equipo de Leones Negros de la Universidad de Guadalajara de la Liga de Ascenso de México (hoy Liga de Expansión MX).

## Carrera

### Inicios y Club Deportivo Guadalajara
Tras ser llamado para formar parte de la selección de fútbol del estado de Sinaloa, el entonces visor de fuerzas básicas del Club Deportivo Guadalajara, José Luis "El Güero" Real, lo observó y lo llamó para formar parte del club. Participó en torneos de fuerzas básicas con el club, hasta la copa chivas. Participó con la selección nacional mexicana en la Copa de Oro 2003,2005,2007 y 2009
Llegaron las Olimpiadas de Atenas 2004, y el jugador fue llamado como refuerzo de la SUB-23. Ha participado en dos Copas Libertadores con su único equipo el Club Deportivo Guadalajara y ha jugado una final del torneo mexicano.
Finalmente, el 17 de febrero de 2001 debutó con el primer equipo de las Chivas Rayadas del Guadalajara en un partido contra los Tigres de la Universidad Autónoma de Nuevo León que terminaría 0-0.
En el torneo local logró ser Campeón de Liga' con el Club Deportivo Guadalajara en el Apertura 2006, algo que añoraba pero no se le había dado.
En el torneo de Clausura 2007, Omar Bravo obtuvo el Título de Goleo del torneo local con 11 dianas, superando a la máxima estrella de los Jaguares de Chiapas  el argentino Javier Cámpora, el cual obtuvo 1 gol menos que el mochitense.
Ningún jugador nacional había ganado el título de goleo desde que lo hiciera Jared Borgetti en el Verano 2001, además de que ningún jugador del Guadalajara lo había hecho desde 1961, cuando Salvador Reyes se alzó con el título de goleo con 21 anotaciones.

### Deportivo La Coruña
Tras marcar, más de 100 goles en Chivas al entrar a la liguilla, el 15 de marzo de 2008, se había anunciado su traspaso al Deportivo La Coruña de la Liga BBVA, de España, pasando únicamente 6 meses en el equipo, y solo metiendo un total de 3 goles, 1 en la Liga BBVA y 2 en la Copa del Rey, teniendo un rotundo fracaso, y sin éxito en su paso por España.

### Tigres UANL
Tras tener un rotundo fracaso por España, pasa a préstamo anunciado como el primer refuerzo de los Tigres UANL, para el Clausura 2009 su desempeño un segundo fracaso, jugando solo 6 partidos y sin meter Goles.

### Club Deportivo Guadalajara (Segunda Etapa)
Tigres UANL, estaba interesado en comprar su carta, sin embargo Chivas ofreció una cantidad mayor, y se anunció como único refuerzo del Apertura 2009 a Omar Bravo, comprando su carta al Deportivo La Coruña, con un contrato por 3 años, su desempeño no fue muy bueno, metiendo un total de 12 goles en 4 torneos, entre ellos Apertura 2009, Bicentenario 2010, Copa Libertadores 2010 y Apertura 2010.

### Sporting Kansas City
El 13 de septiembre de 2010, se anuncia que Sporting Kansas City de la MLS , compra la carta de Omar Bravo a Chivas, por 3 millones de dólares, sin embargo a pesar de comprar su carta en 2010, Omar Bravo había sido registrado en Chivas para el Apertura 2010, al finalizar su último torneo con Chivas, jugaría con el Kansas City a principios de 2011.

### Cruz Azul Fútbol Club
Tras tener un éxito en el Sporting Kansas City, equipos como Santos Laguna, Club León y el Deportivo Toluca, anunciaban el interés por Omar Bravo, sin embargo en el Draft 2012, Cruz Azul lo anuncia como 4.º refuerzo de cara al Clausura 2012, su desempeño fue a medias, metiendo 7 goles.

### Atlas Fútbol Club
Tras finalizar el Apertura 2012, el Atlas Fútbol Club y el Club América, buscaban hacerse de los servicios de Bravo y el Atlas lo anunció a préstamo por un año con los Rojinegros, su paso por el equipo fue un rotundo éxito metiendo un total de 13 goles, entre el Clausura 2013 y Apertura 2013, a pesar de que en un principio era abucheado por ser canterano e ídolo del acérrimo rival deportivo de los zorros todo cambió con el paso de las jornadas, gracias a sus actuaciones ayudó al Atlas a salvarse de la situación del descenso y a clasificar a una liguilla después de varios años de no lograrlo.

### Club Deportivo Guadalajara (Tercera Etapa)
En mayo de 2013, se anunciaban negociaciones entre el Cruz Azul y el Club América, por petición del técnico Miguel Herrera, para suplir la baja de Christian Benítez y se decía un hecho que sería el nuevo refuerzo del América, sin embargo Chivas superó la oferta del conjunto americanista y se oficializó su regreso como el segundo refuerzo en compra definitiva, sin embargo le restaban 6 meses más con el Atlas, por lo tanto el jugador debió esperar su llegada hasta 2014.[cita requerida]
En el Clausura 2014, fue anunciado su regreso como primer refuerzo de Chivas, para ayudar a que el equipo calificara Liguilla y a sumar por la situación del Descenso.
El día 12 de agosto de 2015 alcanzó su gol número 123 convirtiéndose en el Máximo Goleador de la Historia del Club Deportivo Guadalajara en liga, superando al histórico de Salvador Reyes.
El 26 de septiembre de 2015, Omar Bravo anota 2 goles en el clásico Nacional vs América en la victoria de Chivas 2-1 en el estadio Azteca, con los que se convierte en el máximo goleador en la historia de Chivas en todas las competencias con 155 goles superando los 154 de Salvador "Chava" Reyes.
En 2015 se manejaron ofertas del extranjero, El Deportivo Saprissa de la Primera División de Costa Rica fue la opción más fuerte, pero finalmente la idea de mantenerse en Chivas con la intención de superar el récord del mítico Salvador Reyes hizo descartar la opción del club Morado.
El 4 de noviembre de 2015, el equipo gana la final de la Copa MX contra el Club León, convirtiéndose así también en campeón de Copa con el Guadalajara, su participación fue importante durante el torneo especialmente en el partido de semifinal contra Toluca, dónde anotó el único tanto del partido y dio el pase a la final.

### Carolina RailHawks
Un día después de ser campeón en Chivas en la Supercopa MX, se oficializa la salida de Omar Bravo de Chivas, donde fue cedido en calidad de préstamo por 6 meses con opción a compra, por el equipo de Carolina RailHawks de la liga NASL, donde viviría su segunda etapa en los Estados Unidos.
Al finalizar el torneo, el equipo de Carolina RailHawks, anunció que no haría válida la opción de compra, debido al alto precio que pedía Chivas.

### Phoenix Rising FC
Se especulaba su regreso a Chivas para el Clausura 2017, sin embargo José Luis Higuera anunció a través su cuenta de Twitter, que Omar Bravo no entraba en planes de Matías Almeyda.
El 9 de febrero de 2017, el equipo de Phoenix Rising oficializó su llegada en calidad de Préstamo por 6 meses, con opción a compra.

### Retiro
El 13 de noviembre de 2018, por medio de una transmisión en vivo desde el Estadio Jalisco, a través de sus redes sociales, anuncia su retiro definitivo de las canchas como jugador profesional siendo en ese momento el máximo anotador de la historia del Club Deportivo Guadalajara.

### Post-Retiro Leones Negros
El 4 de julio de 2019 se establece que Omar Bravo jugara en los melenudos saliendo así de su retiro y volviendo a las canchas de nuevo , solo jugara 4 partidos con el club.
Después de la pretemporada, Bravo se incorporó al cuerpo técnico de "los Leones Negros" para cumplir con su período de prácticas profesionales, tras su curso de Director Técnico; sin embargo, tras finalizar su participación como jugador en el partido de aniversario de "Los Leones negros", el delantero fue honesto al decir que el regreso a las canchas era una posibilidad.
El Presidente del conjunto universitario ha confirmado a Omar Bravo como el nuevo fichaje de la institución para la temporada 2019-2020.

## Selección nacional

### Selección absoluta
| Club               | País   | PJ | Goles | Periodo     |
| ------------------ | ------ | -- | ----- | ----------- |
| Selección Mexicana | México | 66 | 15    | 2003 - 2018 |

Su debut con la Selección Mexicana, fue el 13 de marzo de 2003 en el encuentro amistoso entre las Selecciones de México y Bolivia, donde el cuadro mexicano se impuso 2-0 en Dallas, Estados Unidos
Fue convocado al Mundial de Alemania 2006 para jugar con la selección mexicana dirigida en aquel entonces por Ricardo La Volpe. En el partido inicial anotó 2 goles en la victoria del 'Tri' 3-1 sobre Irán. En los siguientes dos partidos ante Angola y Portugal no tuvo tanta suerte, al no marcar ninguna anotación, además de fallar un tiro penal en el último partido, el lo tiro porqué nadie más se atrevió a tirarlo. No participó en el encuentro de octavos de final ante Argentina.
En 2007, Bravo fue seleccionado por el entrenador Hugo Sánchez Márquez para representar a su país y jugar una serie de partidos amistosos internacionales, así como la Copa de Oro 2007 (perdiendo en la final ante Estados Unidos), y la Copa América 2007 (perdiendo en semifinales contra Argentina), y ganando el 3.er. lugar tras vencer a Uruguay 3-1, en la Copa América metió 3 goles.
Con el exentrenador de la selección Sven-Göran Eriksson Omar fue llamado para jugar el México-Jamaica de Eliminatoria Mundialista donde el resultado fue de 3-0 a favor de México, Omar no jugó. Tuvo participación en el encuentro contra Canadá, en las mismas eliminatorias, partido en el cual Omar Bravo entró de cambio y anotó un gol; terminando el partido con un marcador de 2-1, favorable para México. Para el mundial del 2010 en Sudáfrica no fue considerado, ya que su rendimiento de juego bajó considerablemente y el seleccionador de México en ese momento, Javier Aguirre decidió buscar a otros delanteros como a su excompañero de equipo Javier Hernández.
El 13 de marzo de 2013 regresó a su selección nacional tras casi 4 años sin tener una convocatoria, ya que el técnico José Manuel de la Torre lo convoca para los partidos contra Honduras y Estados Unidos, tras pasar por un buen momento con Atlas, el 22 de marzo entró de cambio por su compañero Javier Hernández, Bravo tuvo otra oportunidad para estar con la selección nacional en la Copa Oro 2013, sin embargo no pudo ir debido a problemas y fue sustituido por Raúl Jiménez.

### Participaciones en Copas del Mundo
| Mundial                        | Sede     | Resultado        | Partidos | Goles |
| ------------------------------ | -------- | ---------------- | -------- | ----- |
| Copa Mundial de Fútbol de 2006 | Alemania | Octavos de final | 3        | 2     |

### Participaciones en Copa Oro
| Torneo                          | Sede           | Resultado        | Partidos | Goles |
| ------------------------------- | -------------- | ---------------- | -------- | ----- |
| Copa de Oro de la Concacaf 2003 | Estados Unidos | Campeón          | 2        | 1     |
| Copa de Oro de la Concacaf 2005 | Estados Unidos | Cuartos de final | 4        | 1     |
| Copa de Oro de la Concacaf 2007 | Estados Unidos | Subcampeón       | 5        | 0     |
| Copa de Oro de la Concacaf 2009 | Estados Unidos | Campeón          | 2        | 0     |

### Participaciones en Copa América
| Copa              | Sede      | Resultado    |
| ----------------- | --------- | ------------ |
| Copa América 2007 | Venezuela | Tercer lugar |

4 goles anotados

### Participaciones en Juegos Olímpicos
| Copa        | Sede   | Resultado      |
| ----------- | ------ | -------------- |
| Atenas 2004 | Grecia | Fase de grupos |

## Estadísticas
| Guadalajara México |               |               |     |     |    |    |    |     |      |      |      |
| 1.ª | 2000–01       | 3             | 0   | –   | –  | –  | –  | 3   | 0    | 0,00 |      |
| 1.ª | 2001–02       | 33            | 2   | –   | –  | 2  | 0  | 35  | 2    | 0,06 |      |
| 1.ª | 2002–03       | 41            | 18  | –   | –  | –  | –  | 41  | 18   | 0,43 |      |
| 1.ª | 2003–04       | 40            | 14  | 3   | 2  | –  | –  | 43  | 16   | 0,37 |      |
| 1.ª | 2004–05       | 32            | 18  | 4   | 1  | 10 | 6  | 46  | 25   | 0,54 |      |
| 1.ª | 2005–06       | 28            | 9   | 2   | 2  | 9  | 3  | 39  | 14   | 0,35 |      |
| 1.ª | 2006–07       | 43            | 22  | 0   | 0  | 6  | 4  | 49  | 28   | 0,57 |      |
| 1.ª | 2007–08       | 38            | 18  | 0   | 0  | 11 | 1  | 49  | 19   | 0,38 |      |
| Total club | Total club    | 258           | 101 | 9   | 5  | 38 | 14 | 305 | 120  | 0,39 |      |
| Dep. de La Coruña España |               |               |     |     |    |    |    |     |      |      |      |
| 1.ª |               |               |     |     |    |    |    |     |      |      |      |
| 2008–09 | 9             | 1             | 3   | 2   | 8  | 0  | 20 | 3   | 0,15 |      |      |
| Total club | Total club    | 9             | 1   | 3   | 2  | 8  | 0  | 20  | 3    | 0,15 |      |
| Tigres México |               |               |     |     |    |    |    |     |      |      |      |
| 1.ª |               |               |     |     |    |    |    |     |      |      |      |
| 2009 | 6             | 0             | –   | –   | –  | –  | 6  | 0   | 0,00 |      |      |
| Total club | Total club    | 6             | 0   | 0   | 0  | 0  | 0  | 6   | 0    | 0,00 |      |
| Guadalajara México |               |               |     |     |    |    |    |     |      |      |      |
| 1.ª |               |               |     |     |    |    |    |     |      |      |      |
| 2009–10 | 32            | 5             | –   | –   | 8  | 5  | 40 | 10  | 0,25 |      |      |
| 2010 | 9             | 2             | –   | –   | –  | –  | 9  | 2   | 0,22 |      |      |
| Total club | Total club    | 41            | 7   | 0   | 0  | 8  | 5  | 49  | 12   | 0,24 |      |
| Sporting Kansas City Estados Unidos |               |               |     |     |    |    |    |     |      |      |      |
| 1.ª |               |               |     |     |    |    |    |     |      |      |      |
| 2011 | 28            | 8             | 2   | 0   | –  | –  | 30 | 8   | 0,30 |      |      |
| Total club | Total club    | 28            | 8   | 2   | 0  | 0  | 0  | 30  | 8    | 0,30 |      |
| Cruz Azul México |               |               |     |     |    |    |    |     |      |      |      |
| 1.ª |               |               |     |     |    |    |    |     |      |      |      |
| 2012 | 17            | 3             | –   | –   | 6  | 1  | 23 | 4   | 0,17 |      |      |
| 2012 | 19            | 3             | –   | –   | –  | –  | 19 | 3   | 0,15 |      |      |
| Total club | Total club    | 36            | 6   | –   | –  | 6  | 1  | 42  | 7    | 0,16 |      |
| Atlas México |               |               |     |     |    |    |    |     |      |      |      |
| 1.ª |               |               |     |     |    |    |    |     |      |      |      |
| 2013 | 17            | 7             | –   | –   | –  | –  | 17 | 7   | 0,41 |      |      |
| 2013 | 16            | 6             | –   | –   | –  | –  | 16 | 6   | 0,37 |      |      |
| Total club | Total club    | 33            | 13  | 0   | 0  | 0  | 0  | 33  | 13   | 0,39 |      |
| Guadalajara México |               |               |     |     |    |    |    |     |      |      |      |
| 1.ª |               |               |     |     |    |    |    |     |      |      |      |
| 2014 | 12            | 3             | 0   | 0   | –  | –  | 12 | 3   | 0,25 |      |      |
| 2014–15 | 36            | 10            | 4   | 1   | –  | –  | 40 | 11  | 0,27 |      |      |
| 2015–16 | 29            | 11            | 4   | 3   | –  | –  | 33 | 14  | 0,42 |      |      |
| 2016 | 0             | 0             | 1   | 1   | –  | –  | 1  | 1   | 0,10 |      |      |
| Total club | Total club    | 70            | 24  | 8   | 4  | 0  | 0  | 86  | 29   | 0,38 |      |
| North Carolina Estados Unidos |               |               |     |     |    |    |    |     |      |      |      |
| 2.ª |               |               |     |     |    |    |    |     |      |      |      |
| 2016 | 14            | 4             | 3   | 3   | –  | –  | 17 | 7   | 0,24 |      |      |
| Total club | Total club    | 14            | 4   | 3   | 3  | 0  | 0  | 17  | 7    | 0,24 |      |
| Phoenix Rising Estados Unidos |               |               |     |     |    |    |    |     |      |      |      |
| 2.ª |               |               |     |     |    |    |    |     |      |      |      |
| 2017 | 13            | 3             | 0   | 0   | –  | –  | 13 | 3   | 0,12 |      |      |
| Total club | Total club    | 14            | 3   | 0   | 0  | 0  | 0  | 13  | 4    | 0,12 |      |
| Leones Negros México |               |               |     |     |    |    |    |     |      |      |      |
| 2.ª |               |               |     |     |    |    |    |     |      |      |      |
| 2019 | 3             | 2             | 1   | 0   | –  | –  | 4  | 2   | 0,00 |      |      |
| Total club | Total club    | 3             | 2   | 1   | 0  | 0  | 0  | 4   | 2    | 0,00 |      |
| Total carrera | Total carrera | Total carrera | 511 | 168 | 25 | 14 | 60 | 20  | 605  | 205  | 0,33 |
| (1)Incluye datos de la Copa México (2014/15), InterLiga (2004, 2005, 2006), Copa del Rey (2008/09), Open Cup (2011). (2)Incluye datos de la Copa de Campeones de la Concacaf (2007), Copa Merconorte (2001), Copa Libertadores de América (2005, 2006, 2008, 2010, 2012), SuperLiga Norteamericana (2007), Copa Sudamericana (2008), Copa de la UEFA (2008/09) |               |               |     |     |    |    |    |     |      |      |      |

## Torneos internacionales
| Equipo                 | Competencia                      | Part. | Goles |
| ---------------------- | -------------------------------- | ----- | ----- |
| Guadalajara            | Copa Libertadores                | 33    | 14    |
| Guadalajara            | Copa de Campeones de la Concacaf | 6     | 4     |
| Guadalajara            | Copa Merconorte                  | 2     | 0     |
| Guadalajara            | Copa Sudamericana                | 3     | 0     |
| Selección nacional     | Mundial de Alemania 2006         | 3     | 2     |
| Selección nacional     | Copa de Oro de la Concacaf       | 9     | 2     |
| Selección nacional     | Eliminatoria de la Concacaf      | 5     | 2     |
| Selección nacional     | Juegos Olímpicos                 | 3     | 2     |
| Selección nacional     | Copa América                     | 5     | 4     |
| Guadalajara            | Superliga                        | 2     | 1     |
| Deportivo de La Coruña | Copa de la UEFA                  | 8     | 0     |
| Total                  | Total                            | 83    | 31    |

## Palmarés

### Campeonatos nacionales
| Título       | Club        | País           | Año  |
| ------------ | ----------- | -------------- | ---- |
| Liga MX      | Guadalajara | México         | 2006 |
| Copa MX      | Guadalajara | México         | 2015 |
| Supercopa MX | Guadalajara | Estados Unidos | 2016 |

### Campeonatos internacionales
| Título                     | Club                | País           | Año  |
| -------------------------- | ------------------- | -------------- | ---- |
| Copa de Oro de la Concacaf | Selección de México | Estados Unidos | 2003 |
| Copa de Oro de la Concacaf | Selección de México | Estados Unidos | 2009 |

### Distinciones individuales
| Premio                                                        |
| ------------------------------------------------------------- |
| Máximo goleador en la liga de C. D. Guadalajara con 132 goles |
| Mejor Jugador Latino del 2011 de la Major League Soccer       |
| Bota de Oro de la Major League Soccer Sporting Kansas City    |
| Balón de Oro de la Primera División Mexicana                  |
| Balón de Oro de la Primera División Mexicana                  |
| Balón de Oro de la Primera División Mexicana                  |
| Balón de Oro de la Primera División Mexicana                  |
| Balón de Oro de la Primera División Mexicana                  |
| copa de la Interliga                                          |
| Goleador de la Copa de Campeones de la Concacaf 2007          |
| Mejor Delantero del Clausura 2007                             |
| Campeón de Goleo del Clausura 2007                            |
| Jugador Mexicano Más Valioso Alemania 2006                    |
| Mejor Delantero del Apertura 2006                             |
| Mejor Delantero del Clausura 2005                             |
| Mejor Novato del Apertura 2002                                |